# 美國國際集團
美國國際集團（英語：American International Group，AIG）是一家以美國為基地的國際性跨國保險及金融服務機構集團，總部設於紐約市的美國國際大廈。是一家全球性保險公司，業務遍及80多個國家和地區。集團在英國的總部位於倫敦的芬丘奇街（Fenchurch Street）、歐洲大陸的總部則設於巴黎的拉德芳斯（La Défense）、而亞洲總部則設於香港。根據2008年度《福布斯》雜誌的全球2000大跨國企業名單，AIG在全世界排名第18大，自2004年4月8日開始一直都是道琼斯工業平均指數的成份股，直到因為金融海嘯發生而於2008年9月22日被除名。
2008年9月16日，由於受到金融海嘯的影響，美國國際集團的評級被調低，引致銀行紛紛向美國國際集團討債，導致流動資金緊絀。事件使美國聯邦儲備局宣布向美國國際集團提供850億美元的緊急貸款，以避免公司因為資金周轉問題而倒閉。聯儲局的聲明指緊急貸款以公司79.9%股份的認股權證來作交換，並有權暫停先前已發出的普通股及優先股的股息

。同日，AIG宣佈董事局已接納聯儲局的挽救方案的條款。這是美國歷史上由政府收購私人公司的事件中最大宗的交易，其金額僅次於事發前一星期向房利美及房貸美提出之收購行動。
2009年7月27日，AIG宣布，已完成迈向独立运作实体目标的三大里程碑：美国国际集团（AIG）成立特定目的机构（SPV），将在获得必要的监管机构批准后，将AIU Holdings的股权注入其中；任命Kristian P. Moor为总裁暨首席执行官；建立新品牌Chartis。

## 歷史

### 上海創立
美國國際集團的歷史可以追溯至1919年，當時集團創辦人史带以300日圓於上海成立一家保險代理公司美亞保險（American Asiatic Underwriters），提供火險及水險保障。
史带是首位把保險概念帶給上海華人的西方人。1921年，史带成立友邦人壽，並在短短十年內把事業擴展至全中國及東南亞；1926年，史带在美國紐約以美国国际保险（American International Underwriters）为名開設分公司。他又在1931年在香港成立四海保險公司，然後到歐洲及中東。由於中日戰爭爆發，史带把公司總部從上海遷往美國，並進而開拓拉丁美洲市場。

### 撤離中國
中華人民共和國政府成立後，AIG撤出在中國的保險業務；1960年再遷冊至當時的避稅天堂百慕達，同年莫里斯·格林伯格加入。1962年，史带有感在美國的業務不太理想，於是把當地的管理權交給格林伯格。格林伯格把公司在美國的業務焦點從個人保險轉移到高回報的企業保障計劃。格林伯格透過集中讓獨立的分销商去銷售保險，而不是透過傳統的經紀去售賣，以避免經紀因為激烈的市場競爭而把保險以過低的售價賣出，影響公司的盈利能力。此外，經紀要求公司不論業績而發放薪金，使公司在長時間銷售下跌時，薪金開支成為了公司的最大宗開支。公司在美國的成功，使格林伯格於1967年接替史带成為接班人。1968年，史带病逝；1969年，AIG重新回到美國上市。
經多年發展，AIG業務已經分佈於130多個國家及地區，也由保險業務擴展至其他金融服務類，其他也包括退休金服務、非人壽保險類的產物保險、資產管理及相關投資等。AIG成員公司通過保險業內最為龐大的全球化財產保險及人壽保險服務網路，為各商業、機構和個人客戶提供服務。AIG成員公司是美國最大的工商保險機構，旗下的AIG American General更是全美最頂尖人壽保險機構之一。
AIG在全球各地的退休金管理服務、金融服務及資產管理業務也位居世界前列，其金融服務業務包括飛機租賃、金融產品及促進其市場交易。AIG不斷發展的全球消費者信貸（信用卡）業務主要由美國的American General Finance管理。
同時，通過旗下的AIG SunAmerica及AIG VALIC，集團現已成為全美首屈一指的退休金管理服務機構之一。AIG亦是個人和大型企業投資管理市場中的翹楚，為客戶提供專業的股票、定息證券、地產及其他投資管理服務。
AIG的股票在紐約證券交易所、美國ArcaEx電子證券交易市場、倫敦、巴黎、瑞士及東京的股票市場均有上市。在香港，美亞保險是AIG的附屬公司。
2000年代中期，AIG被捲入一連串的由美國司法部證券及交易委員會及紐約州司法部長聯合展開的造假調查中。2005年2月，Greenberg被指需要為事件負責。紐約司法部的調查使AIG的多個行政人員遭到檢控和AIG被罰款16億。Greenberg的行政總裁一職被Martin J. Sullivan取代，他在1970年以文員一職為AIG工作。
2008年6月15日，受到由財務損失和股價下跌帶來的強烈壓力，Martin Sullivan辭去AIG行政總裁職位。自2006年作為公司董事長的Robert B. Willumstad接替其職位。9月16日Willumstad被解僱，由Edward M. Liddy取代。

### 金融危機
2008年9月16日AIG的股價由52週高位$70.13，跌至$1.25，跌幅達95%。上半年錄得超過132億美元的虧損。由於雷曼兄弟股價大跌（美國史上最大宗破產），投資者開始比較AIG與雷曼持有的证券种类，并发现了美国国际集团重视按Alt - A和次级抵押贷款支持证券为1.7至2倍的利率使用的雷曼。2008年9月14日，AIG宣佈考慮出售飛機租借行業國際租賃金融公司，試圖增加公司資本。美国联邦储备委员会已经聘请摩根士丹利确定是否存在系统性风险，以一个失败的美国国际集团，并要求私人实体提供短期贷款，以弥补该公司。与此同时，纽约监管机构已经批准美国国际集团的200亿美元的借款及其附属公司。
9月16日股票主場開市後，AIG股價急跌六成。聯邦儲備局繼續與華爾街主要投資公司見面透過中間人給予750億美元借貸。评级机构穆迪和标标准普尔下调其信用评级对AIG的信贷损失的担忧继续針对房抵押贷款证券，迫使该公司提供担保的超过100亿美元的某些债权人。

#### 出售業務
2008年10月20日AIG出售了在倫敦城市機場50%股權給美国康涅狄格州的投资基金Global Infrastructure Partners
2008年12月1日美國國際集團將旗下的財富管理業務——AIG私人銀行（AIG Private Bank Ltd.）出售給在阿布扎比上市的投資公司阿尔巴石油投资公司（Aabar Investments PJSC，以下简称Aabar）作價2.79億美元。12月22日美國國際集團將從事機械相關保險業務的Hartford Steam Boiler（HSB）以7.42億美元（5.31億歐元）的現金出售給全球最大再保業者慕尼黑再保险公司。
2009年1月13日美國國際集團以3.08億美元，出售旗下加拿大人壽保險業務給蒙特利爾銀行的母公司BMO Financial Group。5月11日以12億美元現金，出售位於東京都千代田丸之內的總部大樓給日本生命保险，大樓高15層，有35年歷史，占地面積約0.4公頃。6月11日以1.4億美元現金，出售位於紐約曼哈頓的總部大樓給韓裔開發商Youngwoo & Associates和南韓錦湖綜合金融公司。AIG總部大樓建於1932年，共有66層，面積大約為7.2萬平方米。另一幢計劃出售的辦公樓共有16層，面積大約為2.6萬平方米。
2009年4月17日蘇黎世金融服務集團全資擁有的The Farmers Insurance Group of Companies (R)（以下簡稱Farmers）以19億美元，收購（AIG）旗下包括21st Century Insurance Co在內的個人汽車保險業務
2009年4月22日美國國際集團將旗下美亞控股注入一家特定目的機構（SPV），從而加速其成為獨立運作實體的進程。美亞控股將成為擁有包括商業保險業務部門、美國以外非壽險部門和私人客戶集團的控股公司AIG還有意購買美亞控股在國際租賃金融公司、聯合擔保公司以及大西洋保險公司中的權益
2009年6月25日美國國際集團將旗下的墨西哥消費者金融子公司出售給Desarrollo de Negocios Integrados SA和Inversiones DNI SA。交易條款未予以披露，被出售的子公司包括AIG Universal SA和Markcenter Services；獲得紐約聯邦準備銀行批准，將推動旗下兩家國際部門的首次公開發行（IPO）計劃，由此募得資金可減少政府金援基金250億美元，該公司指出兩家預備進行IPO的子公司美國友邦保險以及美國人壽的股權將先轉至特殊目的機構，而紐約聯邦準備銀行將可獲得160億美元的友邦保險優先股和90億美元的美國人壽優先股。
2009年6月29日美國國際集團將旗下的俄羅斯消費金融業務子公司98%的股權，出售予法國標緻雪鐵龍的子公司的Banque PSA Finance SA；7月1日出售旗下的台灣友邦國際信用卡公司﹝AIG Credit Card Co (Taiwan) Limited﹞予遠東國際商業銀行。
2009年9月4日AIG旗下菲律宾美国保险公司將出售本地医疗保险和养老金业务予菲律宾企业。但其未透露交易价格
Philamlife將以2,766万美元收购菲律宾第七大保险商Ayala Life公司51%股份，PhilamCare Healthy Systems Inc.和Philam Plans Inc.将被出售给菲律宾公司。
2009年9月6日將旗下的投資諮詢和資產管理的部分業務，以5億美元售予盈科拓展集團（Pacific Century Group）的子公司寶橋融資有限公司（Bridge Partners LP）。出售給寶橋融資的單位，業務遍及32國，管理約887億美元的機構和零售業客戶投資。AIG將收到3億美元現金。
2009年8月，中國建設銀行 (亞洲)以總代價48.6億向美國國際集團全面收購旗下的美國國際信貸香港（AIG Finance (Hong Kong))。是次為繼美銀亞洲後，建行近年第二度在香港進行收購。收購完成後，建行（亞洲）的總貸款額將會達500億元，該行個人貸款資產將會增加24%，並增加50萬個信用卡帳戶。而已發出及新發行的信用卡，將由AIG易名為中國建設銀行（亞洲）財務。
2010年3月5日AIG出售再保險部門Transatlantic大西洋保險剩餘股權。目前，美國國際集團持有大約920萬股的Transatlantic股份，約占後者普通股總量的14%。09年6月份，美國國際集團以每股38美元左右的價格出售了大約3000萬股的Transatlantic股票，籌集了11億美元的資金。
2010年3月8日大都會人壽保險以155億美元（億港元）收購美國國際集團（AIG）旗下第二大海外壽險子公司美國人壽保險公司（American Life Insurance Co.,簡稱Alico）收購代價分兩部分：68億美元以現金支付，87億美元以公司普通股和可轉換優先證券支付。交易完成後，美國國際集團將持有大都會人壽20%的股份。美國人壽是人壽保險的全球領導者，業務範圍包括五十四個國家的一千九百萬名客戶。
2010年8月12日AIG將旗下消費者貸款公司American General Finance Inc (AGF)80%股份出售給Fortress Investment Group LLC (FIG)。AIG將保留AGF剩余的20%股份。
2010年9月30日AIG將旗下兩家日本人壽公司AIG Star和AIG Edison以48億美元出售給保德信金融集團（Prudential Financial）。
2010年10月29日友邦保險成功在香港上市，發行80.8億股，集資1590億港元。而友邦控股公司AIA Aurora（AIG控制）的股權攤薄至32.9％。
2011年1月11日潤成投資與美國國際集團（AIG）簽約以21.6億美元收購南山人壽97.57%股權。
2011年1月14日美國國際集團向紐約聯邦儲備銀行如數償還了約210億美元救助貸款，並已將美國財政部持有的優先股轉換為普通股，從而使政府持有的普通股份額增至92.1%。
2011年2月11日AIG属下财产事故保险业务部门Chartis Inc斥資470亿日元470億日元（合約5.71億美元），收購日本富士火災海上保險公司（Fuji Fire and Marine Insurance）剩餘股權。目前Chartis對日本富士火災海上保險公司的持股比例為54.7%。
2011年3月3日AIG出售1.47億萬股大都會人壽普通股，每股售價43.25美元，套現63.5億美元。此外，AIG還通過出售所持的大都會人壽優先股，套現33億美元。合共套現96億美元。所得的96億美元收益中，63億美元將立即用於償還AIG的債務，另外33億美元將進入一個托管賬戶。
2011年4月19日AIG出售旗下軌道車租賃部門美國投資銀行佩雷拉溫伯格合伙公司（perella weinberg partners lp）未透露這項交易的具體財務條款，但據兩位熟知內情的匿名消息人士透露，這項交易對美國國際集團軌道車部門的估值大約為6億美元。
2011年5月24日美國財政部及美國國際集團聯合公布，通過配售股份籌87億美元（約678億港元）。財政部及AIG本身合共在市場發售3億股，每股作價為29美元。其中財政部出售2億股，而AIG則出售1億股，令到公司本身可集資29億美元。財政部持股比例從92%下降到77%。
2012年1月14日高盛集團以35億美元的價格收購了AIG Maiden Lane II資產組合中價值62億美元的住房貸款債券。
2012年3月2日AIG以5亿美元出售所持黑石集團全部股份。这部分股份占黑石集团总股份的11.7％。1998年7月以1.5億美元，取得當年尚未募股籌資的黑石集團7%股權，2010年AIG將其持有3,570萬股百仕通轉換成普通股，並出售其中1,000萬股，套現1.34億美元。
2012年3月5日AIG以每股27.15元，向機構投資者配售AIA 17.2億股，套現最多466.98億元（60億美元），主要向美國財政部還債。減持後將持有22.61億股或18.78%股權。
2012年3月5日瑞士信貸集團向美國紐約聯儲支付68億美元，收購了價值130億美元的美國國際集團（AIG）Maiden Lane II資產組合中的住房貸款債券，這筆債券是美國政府援助AIG時交由紐約聯儲托管。
2012年8月8日美国财政部已经公开发售总值45亿美元的美国国际集团（AIG）普通股。持股比例将由61%下降至55%。
2012年9月6日AIG以每股$26.5元，向機構投資者配售5.919億股美國友邦保險，套現最多156億（20億美元），主要向美國財政部還債。減持後將持有16.4億股或13.69%股權。
2012年12月11日美國財政部公佈，悉售其持有之美國國際集團（AIG）餘下股票，此為政府於2008年金融海嘯期間，對華爾街作出之拯救行動畫上句號。獲利達227億美元將以每股32.50美元作價，出售AIG的2.342億股股份，套現金額76.12億美元。
2012年12月19日AIG以每股$30.3元，向機構投資者悉售持有美國友邦保險餘下股票16.4億股，或13.69%，套現499.6億元（64.5億美元），主要向美國財政部還債。
2013年12月15日美國國際集團（AIG）就出售飛機租賃業務ILFC予以荷蘭為基地的AerCap達成協議，總代價約54億美元，包括30億美元現金及9,756萬股對方新發行股份。
2018年1月23日美國國際集團（AIG）以55.6億美元現金收購百慕達再保險業者Validus控股公司。
2018年1月23日美國國際集團（AIG）以18億美元（約140.4億港元）出售其持有的再保險公司Fortitude Re的76.5%股權給凱雷集團及日本保險商T&DHoldings，完成出售該批股權後，AIG持股量將由80%降至3.5%，凱雷持股比例由19.9%，增至71.5%，T&D則持有25%股權，預料交易會在明年中完成。

## 資產
- American General Finance20%
- 美國國內產物保險經紀集團（Domestic Brokerage Group, DBG）
- 聯合保證公司（United Guaranty Corporation）
- AIG個人金融部門（AIG Private Client Group）
  - AIG消費金融公司（AIG Consumer Finance Group, Inc.）
- AIG全球投資集團
- SunAmerica Financial Group
- AIG VALIC100%
- 國際租賃財務公司100%
- Chartis, Inc財產和意外傷害險100%

2009年7月29日AIU獨立更名Chartis
- 富士火灾海上保险100%
- 中國財險9.2%（31.92%H股）
- AIGLincoln
- AIG Direct
- AIG Bank
- 美國國際集團聯合保險亞洲（AIG UG）

### 英國
AIG在英國有三個主要公司，分別是AIG UK、AIG Life及AIG Direct.目前有3,000受僱員工以及是曼聯贊助商。
AIG持有英國公司Ocean Finance為家庭提供借貸、按揭及再抵押服務。

### 飛機租賃

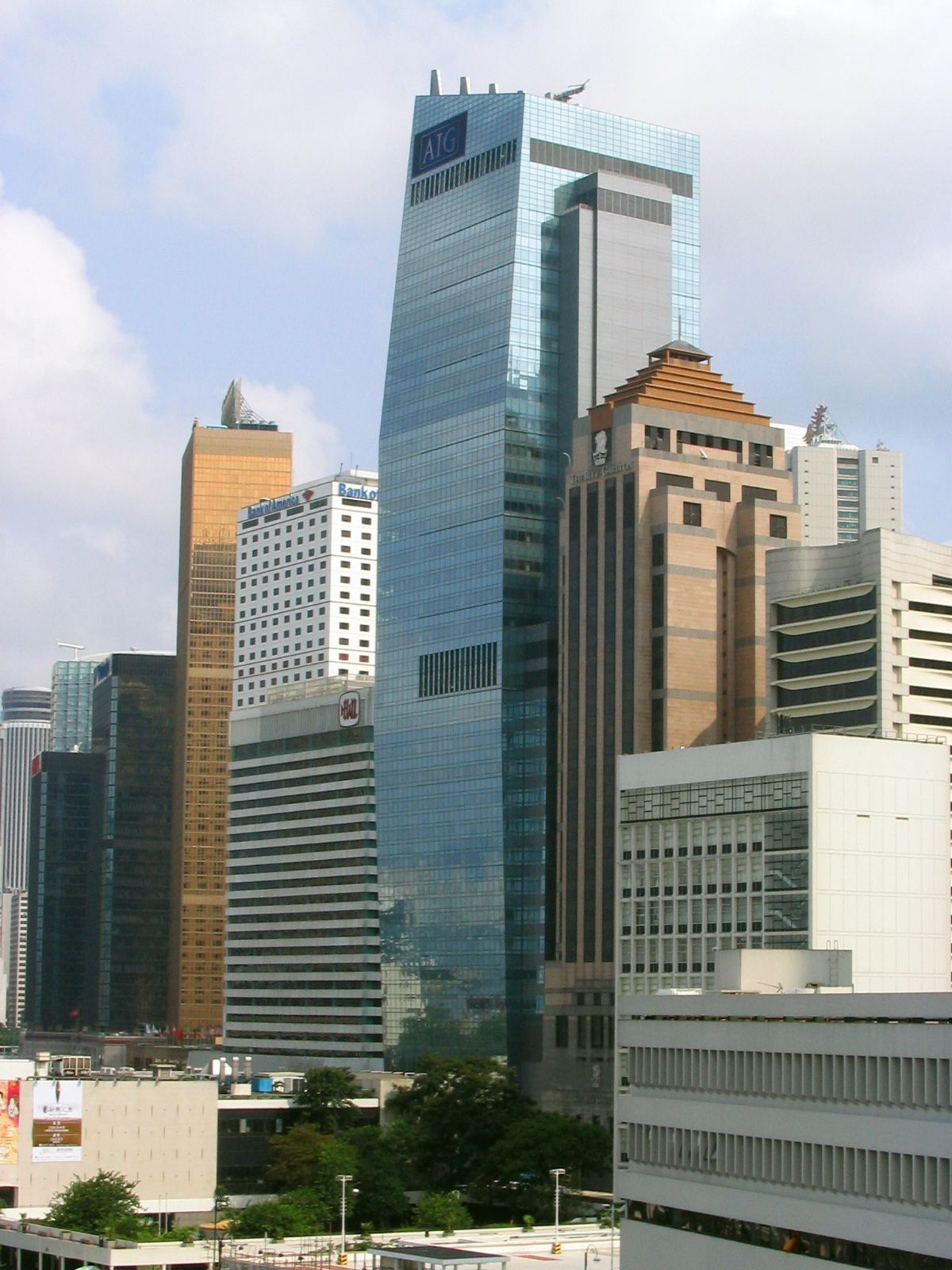
位于香港的美国国际集团大厦，现更名为友邦金融中心

AIG擁有國際租賃金融公司（ILFC），是世界上最大規模的飛機出租公司，擁有超過100架空中巴士A319至空中巴士A380型飛機。2008年6月30日資產最少有550億美元。估計資產比同類對手多50億至140億。
AIG是倫敦城市機場擁有者之一，當中包括通用電器及瑞信。2006年以7億5000萬英磅收購。

### 物業
AIG/Lincoln在1997年成立，是AIG Global Real Estate Investment Corporation戰略伙伴，他是AIG及以達拉斯根據的林肯地產公司。現時擁有超過220萬平方米物業，分佈在波蘭、匈牙利、羅馬尼亞、捷克、德國、意大利、西班牙、瑞士、奧地利及俄羅斯。

### 電信
2007年8月AIG投資（AIG資本公司成員）收購比利時電訊公司90%股權。當時公司估值為17億歐元。

### 港口
2007年3月16日AIG Investments由迪拜環球港務手上完成收購P&O100%擁有權。

### 滑雪場
AIG擁有Stowe Mountain Resort。由公司創辦人C.V. Starr於1946年投資創立，為AIG獨資生意。2005年開始進行3億美元的10年擴建計劃。

## 參看
- 美國國際集團大廈

## 外部連結
- 美國國際集團 （页面存档备份，存于）
- 美國友邦保險（百慕達）有限公司 （页面存档备份，存于）
- 友邦保險中國 （页面存档备份，存于）
- AIG香港 （页面存档备份，存于）
- 國際租賃財務公司
- AIG Bank[永久]
- AIG Direct  （页面存档备份，存于）
- SunAmerica Financial Group （页面存档备份，存于）
- United Guaranty Corporation （页面存档备份，存于）
- 富士火災海上保險

### 公司資料
- 企業資訊 （页面存档备份，存于）
- AIG在Google Finance （页面存档备份，存于）
- AIG在雅虎財經 （页面存档备份，存于）
- AIG在紐約時報 （页面存档备份，存于）。
- AIG在華爾街日報 （页面存档备份，存于）
- CCJ Loans UK （页面存档备份，存于）